# Krása
Krása je abstraktní pojem, s nímž se setkáváme v mnoha oblastech lidského bytí. Významem tohoto pojmu se zabývá především filosofická disciplína zvaná estetika (původně od řeckého aisthésis, smyslové vnímání). Krása je však pouze jednou z tzv. estetických kategorií (další jsou ošklivost, vznešenost aj.) a v rámci estetiky postupně ztrácí dominantní místo.[zdroj?] Krása je buď považována za kvalitu přítomnou v nějakém jsoucnu (člověku, krajině, písni, myšlence, nauce), která v nás budí libost (podle Immanuela Kanta tzv. nezainteresované zalíbení, vztah, který vylučuje jakýkoli praktický zájem na věci), nebo je krása věcí vnímatelova přístupu k věci („krása je v oku pozorovatele“); pak se ukazuje, jak je krása závislá na konvencích. Krásu jako jsoucí imanentně ve věci chápe tzv. esencialismus, krásu jako věc vnímatelova postoje tzv. konvencionalismus. Analogickými pojmy jsou estetický objektivismus a subjektivismus. Objektivismus věří, že schopnost vnímání a posuzování krásy, někdy označovaná jako „smysl pro krásu“, vkus nebo cit, lze u subjektu vycvičit, kultivovat a dosáhnout tak stavu „ideálního pozorovatele“. Pokusem o kompromis mezi objektivismem a subjektivismem je definovat krásu jako intersubjektivní, skupinový jev. Věda se pak pokouší i za pomoci počítačových modelů vytvořit typickou (průměrnou) krásu (například obličeje), výsledky ale někdy budí rozpaky, taková krása bývá někdy označována za "nápadně nezajímavou" či "nedráždivou" - s tím souvisí prastarý poznatek umělců, že k dokonalosti krásy patří její jistá narušenost.
V dějinách vzniklo několik přístupů ke kráse. Klasické koncepce, jež našly svůj vrchol v renesanci, např. v dílech italských malířů jako byli Sandro Botticelli a Raffael Santi nebo v architektuře (Andrea Palladio a jiní), ji dávají do souvislosti s harmonií a symetrií. Definují tedy krásu ve vztahu mezi krásným objektem jako celkem a jeho částmi: části by měly stát ve správném poměru k sobě navzájem (např. zlatý řez) a vytvářet tak integrovaný harmonický celek. Hédonistické koncepce vidí nezbytnou souvislost mezi krásou a potěšením - krásný předmět by měl vyvolat nějakou senzuální, slastnou odezvu v organismu. Jiné koncepce definují krásu předmětu jeho hodnotou, funkcí nebo tím, zda je schopen v nás vyvolat láskyplný přístup. 
Krása je ovšem také sociálním jevem (vztahování se společnosti ke vzhledu, zejména lidí), a ten pak studují sociologie, antropologie, kulturální studia či jiné humanitní a sociální vědy. Zvláštní zájem o krásu mají feminismus a genderová studia). Dobové ideály krásy a snaha se jim přizpůsobit mohou u některých lidí vést k psychickým či zdravotním problémům. Diskriminace na základě vzhledu bývá nazývána lookismus nebo atrakcionismus.

## Krása ve filozofii
Nejranější západní teorii krásy lze nalézt v dílech raných řeckých filozofů, tzv. předsókratiků. Již v jednom Hérakleitově fragmentu (č. 106) je zmiňována krása: "Pro Boha jsou všechny věci krásné, dobré, správné," píše Hérakleitos. 
Pythagoras pojal krásu jako nástroj pro morální výchovu duše. Psal o tom, jak lidé prožívají potěšení, když vnímají zrakem nebo sluchem nějakou uspořádanou formu. Přímo matematickým způsobem toto uspořádání prozkoumal v hudbě, když definoval základní poměry v harmonických stupnicích. Pro všechny pythagorejce se krása stala neodpojitelnou od matematiky a možnosti matematického vyjádření. Byli to právě pythagorejci, kdo spojili vizuální krásu s proporcemi zlatého řezu. 
Sókratés začal krásu chápat jako projev božské dobroty. Xenofón uvádí, že tento názor zmínil v rozhovoru s Aristippem. Krása se stala předmětem zájmu i Sókratova žáka Platóna. V jeho díle Symposion je rozvinuta teorie ideje krásy za pomoci výkladu velekněžky Diotimy. Člověk se podle Platóna k ideji krásy postupně propracovává. Nejdříve vnímá krásu narcistickou, krásu vlastního těla a tváře. Poté se učí ocenit erotickou krásu cizího těla. Poté se naučí vnímat krásu duše. Posléze se může propracovat na vyšší stupeň, kdy počíná vnímat krásu v institucích a zákonech. Pátým stupněm je vnímání krásy poznání. Nakonec se může člověk naučit vnímat krásu jako takovou, krásu samu o sobě, ideji krásy. Tehdy také podle Platóna krása splyne s pravdou. Platón také pojednává o kráse ve svém dialogu Faidros. Krásu zde označil za ideu čnící nad všemi ostatními idejemi. Krása tak vlastně splývá s božstvím. 
Aristotelés definoval krásu ve spise Metafyzika jako řád a symetrii. Vrací se de facto k pythagorejskému pojetí, když tvrdí, že ke kráse se lze dobrat matematickými metodami. Viděl také vztah mezi krásou a ctností. 
Římský filozof Cicero v díle De Natura Deorum obnovil sokratovské pojetí, když krásu označil za důkaz boží existence.
Ve středověku scholastičtí filozofové zařadili krásu mezi transcendentální atributy bytí. Svatý Augustin řekl: „Krása je skutečně dobrým Božím darem; ale aby toto dobro nebylo přeceněno, Bůh ho rozdává i bezbožným.“ Tomáš Akvinský ve svém spisu Summa Theologica popsal tři podmínky krásy: integritas (celistvost), consonantia (harmonie a proporce) a claritas (zář a jasnost). Spojování světla s krásou bylo ve středověku velmi typické.
Vzestup zájmu o pojem krásy nastal v raném  novověku. Například skotský filozof Francis Hutcheson tvrdil, že krása je „jednota v rozmanitosti a rozmanitost v jednotě“. Napsal, že krása není ani čistě subjektivní, ani čistě objektivní.
Immanuel Kant věřil, že nemůže existovat „univerzální kritérium krásy“, a že prožívání krásy je subjektivní, nicméně také dospěl k názoru, že předmět je považován za krásný, když se zdá, že vykazuje „účelnost“. Rozlišoval „volnou krásu“ od „čistě závislé krásy“.  U první naznáme koncept, tedy "jaký by předmět měl být" (např. mušle nebo hudba), u závislé krásy takový koncept známe a můžeme s ním předmět poměřit (budova, lidské tělo).
V období romantismu Edmund Burke od sebe odlišil krásu a vznešenost. Příkladem mu byla gotika, ta je podle něj vznešená, byť není krásná v klasickém (starořeckém, harmonickém) smyslu. 
Friedrich Nietzsche tvrdil, že "vůle k moci je vůlí ke kráse".
Ve 20. století pojem krásy přestal filozofii do značné míry zajímat, podobně i umění. Předmětem reflexe se stalo až toto samotné opuštění, tato absence krásy v moderním a postmoderním světě. Americký analytický filozof Guy Sircello uvedl, že se odpovědná filozofie musí ke kráse vrátit a spojil ji s "živostí, smělostí a jemností".

## Galerie

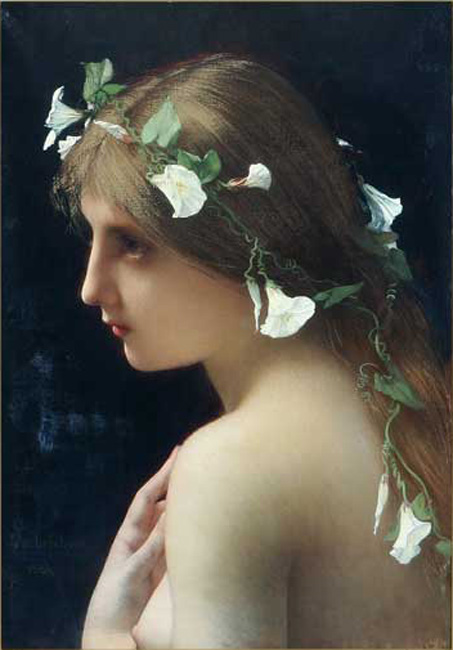
Nymfa se svlačci, obraz francouzského malíře Julese Josepha Lefebvra
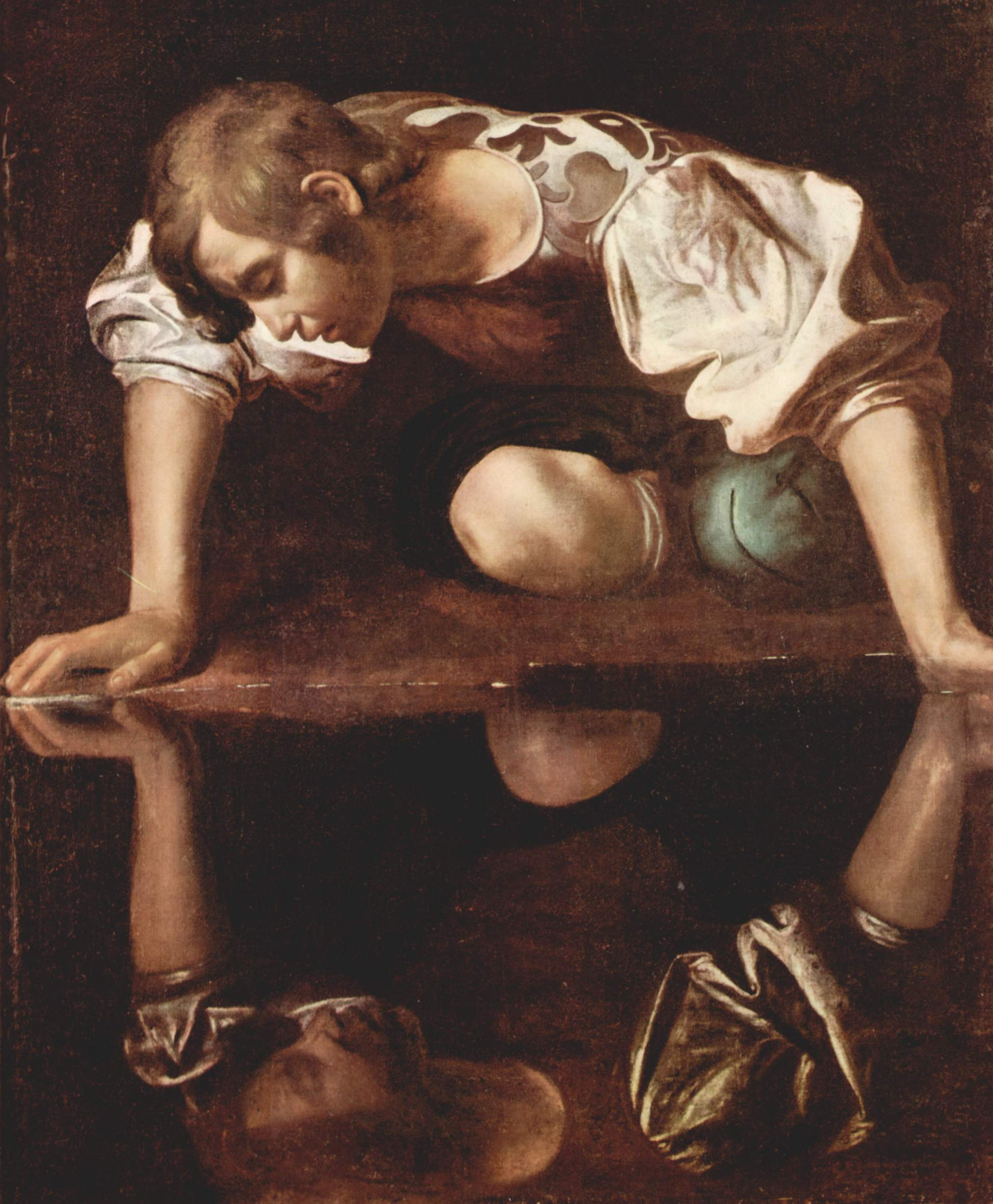
Krásný Narkissos, Caravaggiův obraz, 1594-1596
Mytologická bohyně lásky Venuše je symbolem krásy. Obraz vytvořil Sandro Botticelli.
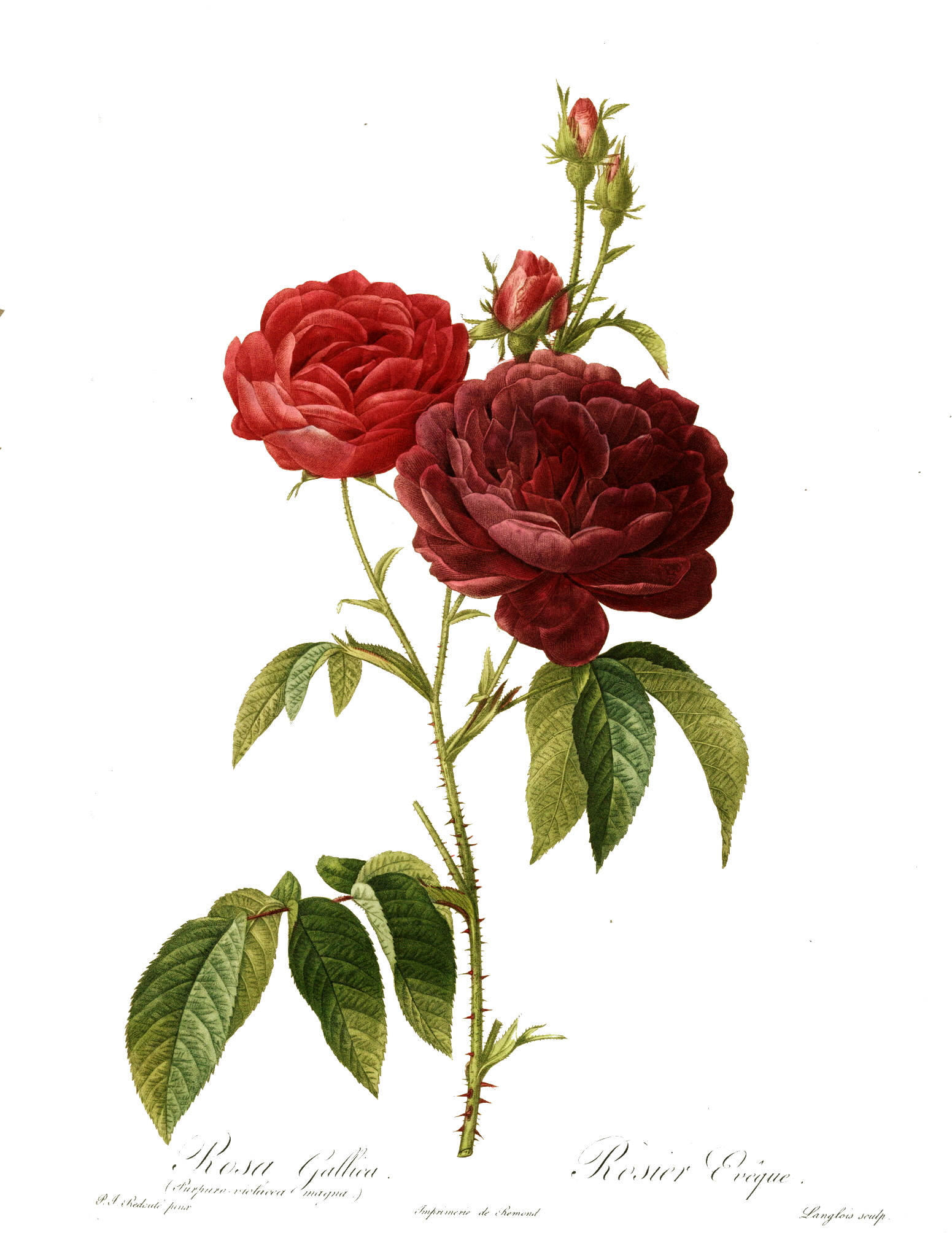
Krásná růže (rosa gallica). Rytina, autor Pierre-Joseph Redouté (1824).
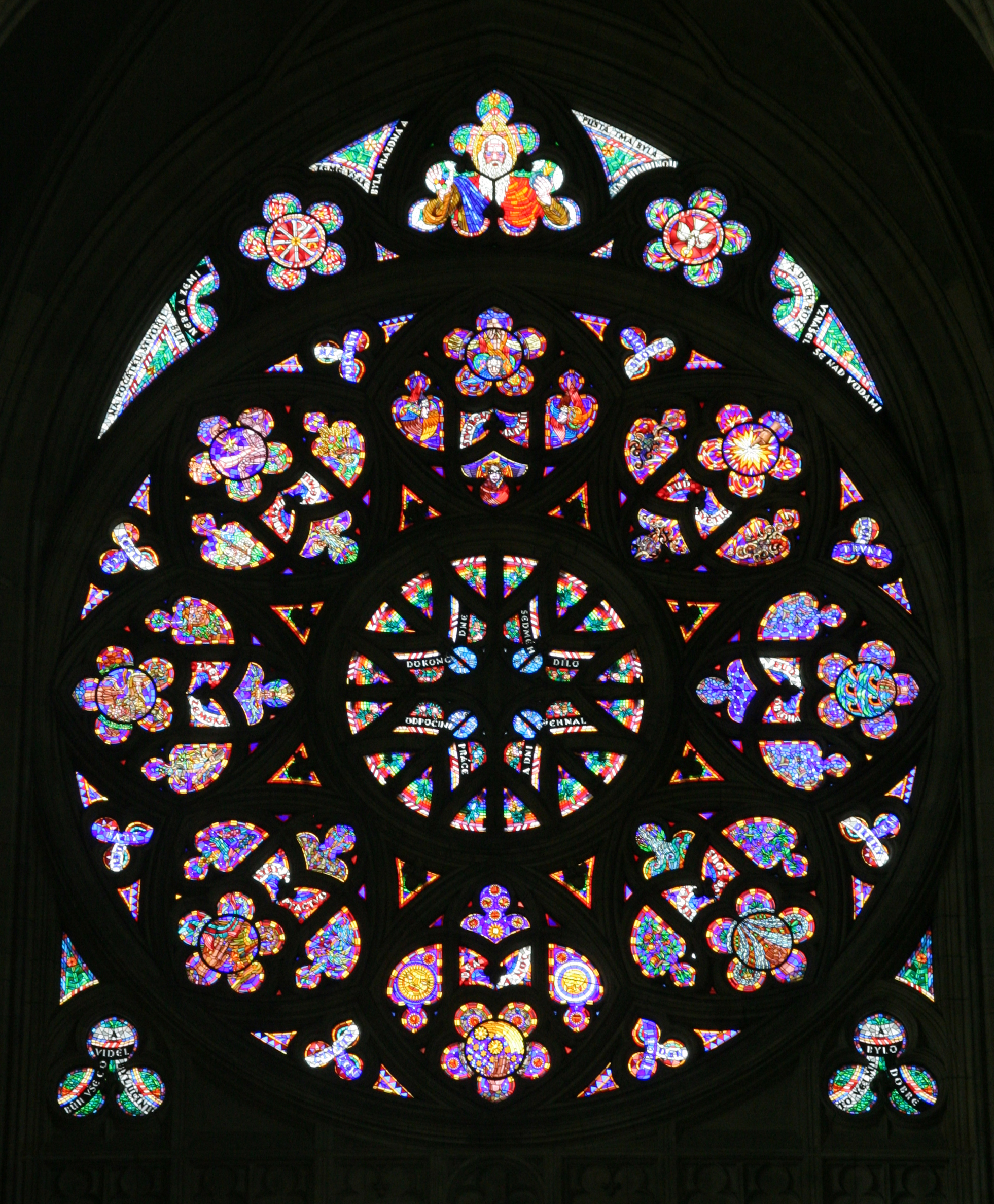
Rozeta v katedrále svatého Víta, Václava a Vojtěcha v Praze
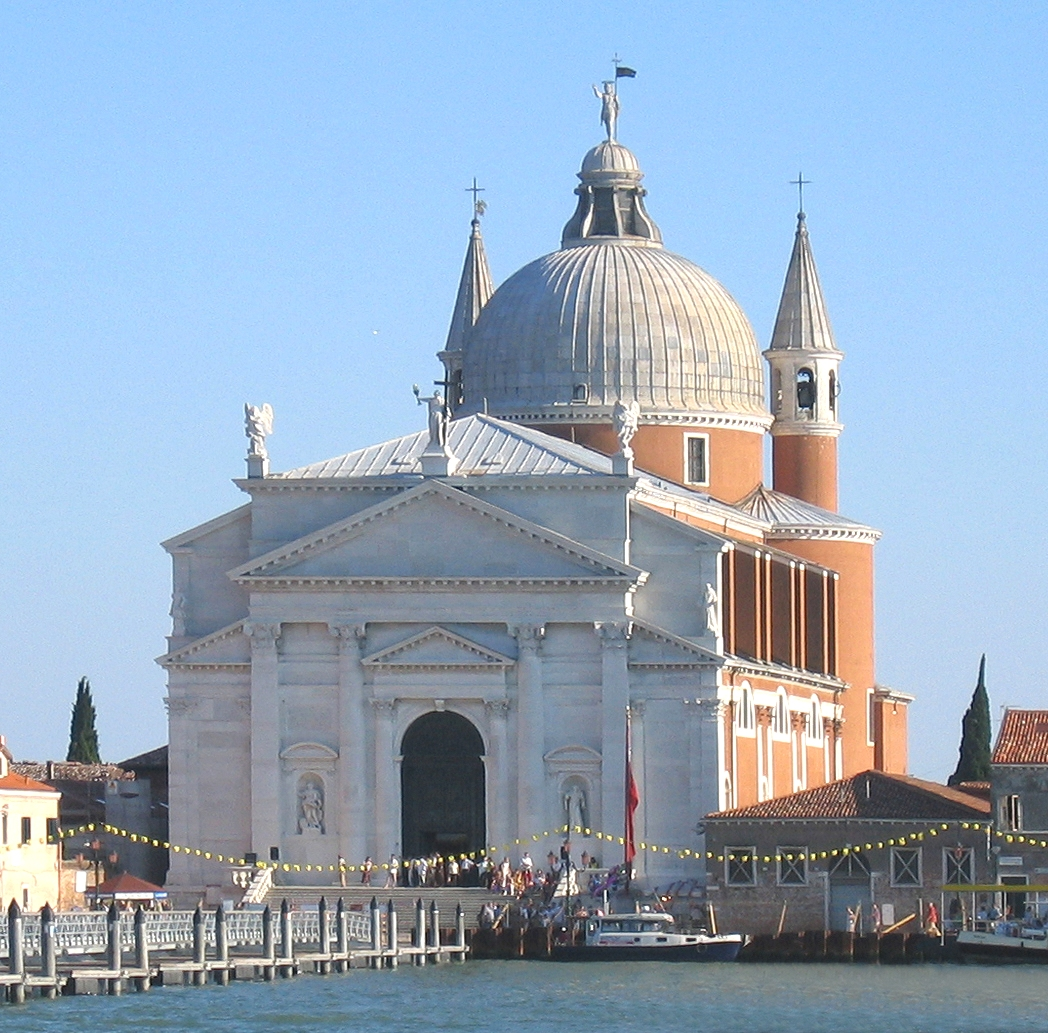
Krásná stavba – kostel Nejsvětějšího Vykupitele (Il Redentore), Benátky. Architekt Andrea Palladio.